# Dracaena

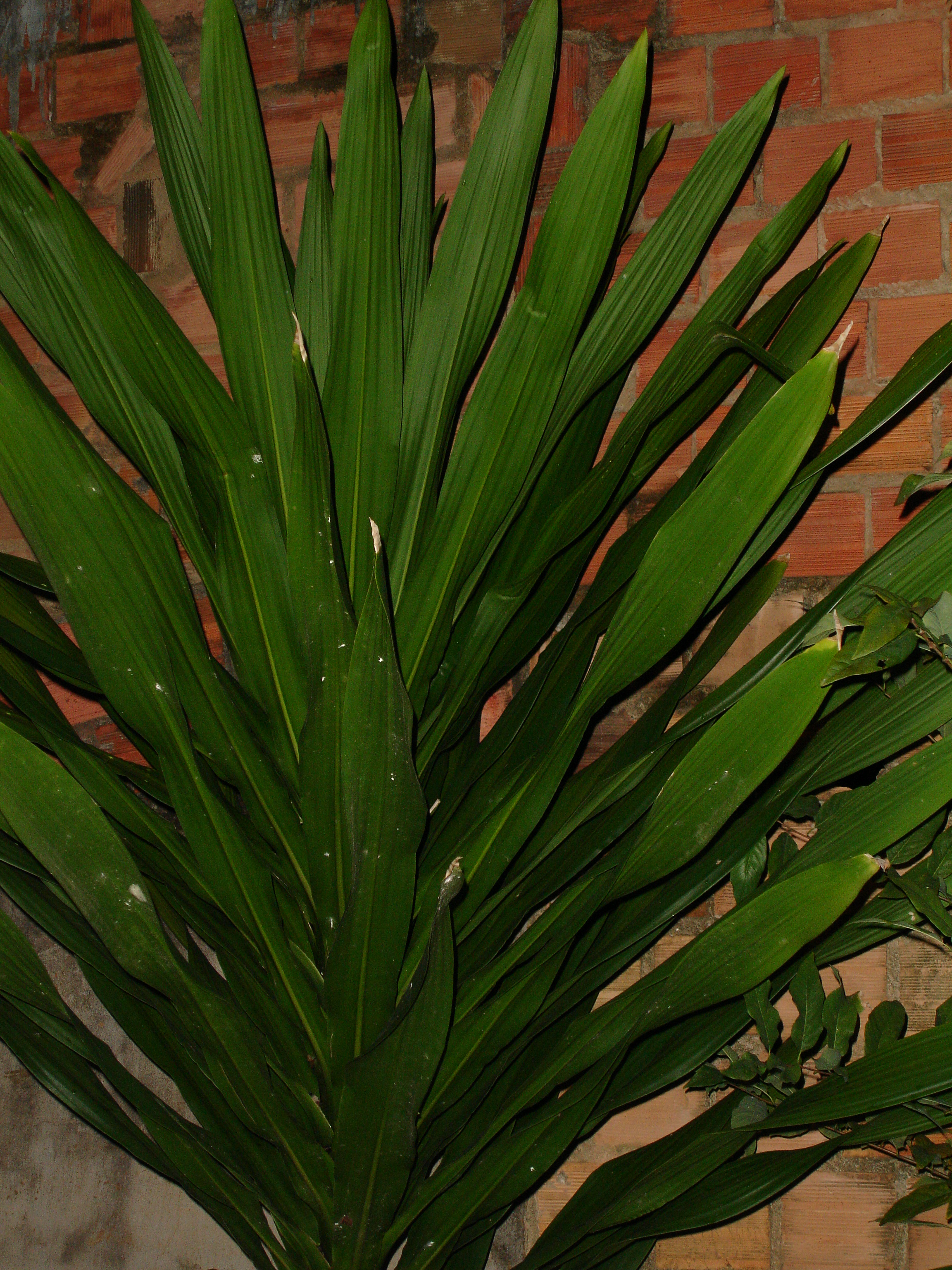
Peregum ou nativo orossi.

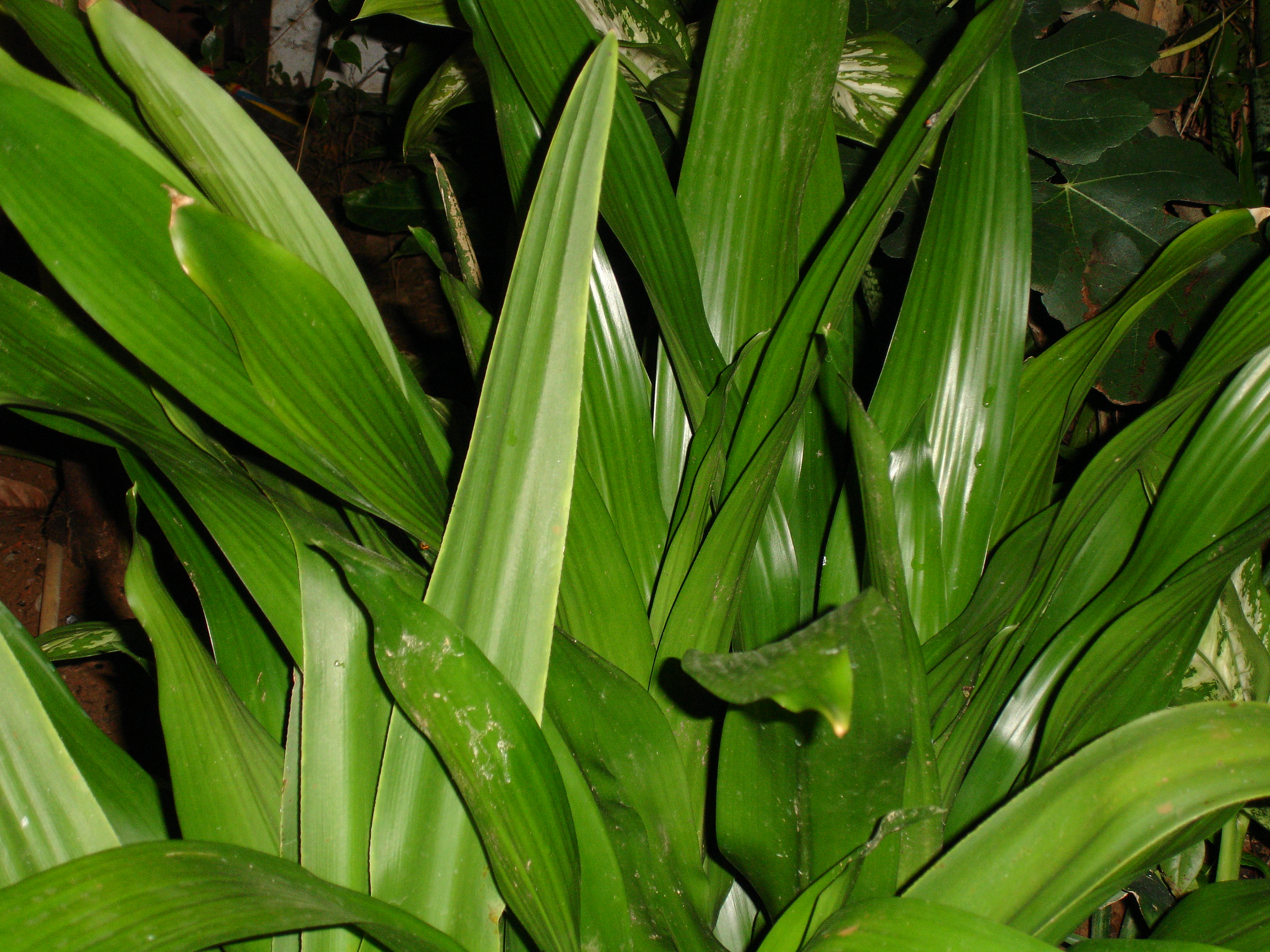
Dracena.

Dracaena é um género botânico pertencente à família Asparagaceae, cujas espécies integrantes são comummente conhecidas como dracenas.
Na classificação taxonóimica de Jussieu (1789), Dracaena é um género  botânico da ordem Asparagi, classe Monocotyledones com estames perigínicos.

## Etimologia
O nome deste género, provém do latim Dracaena, que, por sua vez, proveio do grego clássico δράκαινα (drákaina), que significa «dragoa; dragão fêmea».

## Espécies
As dracenas podem-se dividir em dois grandes grupos, de acordo com o porte:
Num grupo, encontram-se as espécies com porte arbóreo, as quais crescem em regiões áridas e semi-desérticas, sendo comummente conhecidas como árvore-do-dragão ou dragoeiro.
- Dracaena americana - dragoeiro da América Central
- Dracaena arborea - árvore dracena
- Dracaena cinnabari - dragoeiro de Socotra
- Dracaena draco - dragoeiro das ilhas Canárias
- Dracaena ombet - dragoeiro de Gabal Elba
- Dracaena tamaranae - dragoeiro da Grã Canária

Noutro grupo, encontram-se as espécies de porte arbustivo, as quais crescem à sombra, no sub-bosque das florestas tropicais, sendo comummente conhecidas como dracenas. Encontram-se popularizadas, enquanto plantas domésticas.
- Dracaena aletriformis
- Dracaena angustifolia
- Dracaena bicolor
- Dracaena cincta
- Dracaena concinna
- Dracaena elliptica
- Dracaena deremensis
- Dracaena fragrans - pau d'água
- Dracaena goldieana
- Dracaena hookeriana
- Dracaena mannii
- Dracaena marginata - dragoeiro de Madagascar
- Dracaena marmorata
- Dracaena phrynioides
- Dracaena reflexa - dracena Pleomele ou "Canção da Índia"
- Dracaena sanderiana - dracena-borracha, vendida nos Estados Unidos com o nome de "Lucky Bamboo"
- Dracaena surculosa
- Dracaena thalioides
- Dracaena trifasciata - espada de São Jorge
- Dracaena umbraculifera

Há ainda, inúmeras outras espécies que, antigamente se inseriam no género das Dracenas, mas que, presentemente, estão agora incluídas no género Cordyline.
- Dracaena australis; ver Cordyline australis
- Dracaena indivisa; ver Cordyline indivisa
- Dracaena obtecta; ver Cordyline obtecta
- Dracaena terminalis; ver Cordyline terminalis - também conhecida por Cordyline fruticosa

## Usos
O dragoeiro deve o seu nome à cor da seiva produzida pela D. draco e pela D. cinnabari, que depois de oxidada por exposição ao ar forma uma resina pastosa de cor vermelho vivo que foi comercializada na Europa com o nome do sangue-de-dragão ou drago. O sangue-de-dragão moderno, entretanto, é mais comummente feito a partir das palmas Daemonorops.
Há algumas espécias, como a D. deremensis, D. fragrans, D. godseffiana, D. marginata, e a D. sanderiana, que são muito usadas como plantas caseiras e em decoração de jardins. Também são muito utilizadas pela cultura afro-brasileira nos ritos de passagem da Iniciação Queto.

### Uso medicinal
O sangue-de-dragão era usado na antiguidade em fármacos (sob o nome de sanguis draconis) e em tinturaria, constituindo nos tempos iniciais de povoamento europeu da Macaronésia, em especial das Canárias, um importante produto de exportação.